# ایندرانی هالدار
ایندرانی هالدار (انگلیسی: Indrani Haldar) بازیگر هندی است که بیشتر به خاطر فعالیت در سینمای بنگالی شناخته شده است. وی از سال ۱۹۸۶ میلادی تاکنون مشغول فعالیت بوده‌است.
از فیلم‌ها یا برنامه‌های تلویزیونی که وی در آن نقش داشته‌است می‌توان به اشتباه و آتش متقابل اشاره کرد. وی در سال ۱۹۹۷ برنده جایزه ملی فیلم بهترین بازیگر زن شده‌است.